# トル
トル（torr、記号: Torr）は、圧力の単位である。メートル法に基づく単位であるが、SI単位ではない。
トルは日本の計量法体系においては、特殊な計量である「生体内の圧力の計量」 に限って使用することができる。正確に101325/760 Paと定義されている。。これは標準大気圧の1⁄760という意味である。約133.322 Paである。
現在では、日本においては、1トルは水銀柱ミリメートルと完全に同一の定義である。

## 分量単位
計量法では、トルの分量単位である次のものを「生体内の圧力の計量」に限って使用することができる。
- ミリトル（mTorr） = 10−3 Torr
- マイクロトル（μTorr） = 10−6 Torr

## 単位記号
トル、ミリトル、マイクロトルの単位記号は、それぞれ「Torr」、「mTorr」、「μTorr」である。Torrの「T」の文字が大文字であることに注意。これはトルが人名（エヴァンジェリスタ・トリチェリ　Evangelista Torricelli）に由来するからである。
トルは時々、誤って記号"T"で表されることがあるが、これはSI単位テスラ（T）の記号であり、混乱を招くので使用すべきではない。"Tor"と書かれることもあるが、これも誤りである。
なお、単位の名称は英語で"torr"と書かれる。この場合は、「Torr」とはしない。

## 水銀柱ミリメートルとの関係
現今では、日本の計量法は、トルも水銀柱ミリメートルも、定義は全く同じ「101 325/760 パスカル」としている。したがってその数値に違いはない。
しかし、その使い方には違いがあり、トルは血圧の計量には使用することができない。詳細は水銀柱ミリメートル#日本における使い分けを参照のこと。

## 歴史
この単位の名は、1644年に気圧計の原理を発見したイタリアの科学者、エヴァンジェリスタ・トリチェリに因む。
トリチェリが初の水銀気圧計を公表したとき、かなりの注目を集めた。彼は、気圧について初の現代的な説明をした。科学者は、気圧計の液面の高さの小さな変動をよく知っていた。これらの変動は気圧の変化の徴候として説明され、気象学が生まれた。
時間とともに、0℃における高さ760ミリメートルの水銀柱が与える圧力は、標準的大気圧に等しいと考えられるようになった。0℃における高さ1ミリメートルの水銀柱が与える圧力を圧力の単位とし、トリチェリを記念して「トル」と命名された。しかし、重力加速度が高度と緯度によって変わるため、水銀柱の重さが変わり、トルの値が場所によって異なることになる。
1954年の第10回国際度量衡総会で、気圧の定義が改められ、1気圧は正確に101325 Paに等しいと定められた。また、トルは1気圧の1⁄760として再定義された。これは、水銀の密度や重力加速度の測定値から独立した、明確で正確な定義である。